# Station Bogumiłowice
Station Bogumiłowice is een spoorwegstation in de Poolse plaats Bogumiłowice.